# Casa de la Tela
Casa de la Tela és una obra noucentista de Vilassar de Dalt (Maresme) protegida com a Bé Cultural d'Interès Local.

## Descripció
Edifici cantoner de plant baixa i pis. La part superior està rematada per una orla on hi figura l'any de construcció, 1901, flanquejada per balustres.
Les llindes de les obertures del cos central són arcs carpanells, el de la planta baixa molt rebaixat. Els murs de la façana són arrebossats i pintats de color blanc.